# Flaten (Gårdveda socken, Småland)
Flaten är en sjö i tidigare Gårdveda socken i Hultsfreds kommun och ingår i Emåns huvudavrinningsområde. Sjön är 15 meter djup, har en yta på 1,55 kvadratkilometer och är belägen 95,1 meter över havet. Sjön avvattnas av Gårdvedaån.
Flaten är en populär sportfiskesjö och en av sjöarna som ingår i Flatens fiskevårdsområde. Sjön är näringsfattig och ligger i ett blockrikt och stenigt område. I norr ligger ekskogsen och domänreservatet Bocksudd. I sjön ligger den lilla ön Flateö. I sydväst finns en badplats.

## Delavrinningsområde
Flaten ingår i det delavrinningsområde som SMHI kallar för Utloppet av Flaten. Medelhöjden är 120 meter över havet och ytan är 7,72 kvadratkilometer. Räknas de 39 avrinningsområdena uppströms in blir den ackumulerade arean 623,19 kvadratkilometer. Gårdvedaån som avvattnar avrinningsområdet har biflödesordning 2, vilket innebär att vattnet flödar genom totalt 2 vattendrag innan det når havet efter 104 kilometer. Avrinningsområdet består mestadels av skog (74 procent). Avrinningsområdet har 1,63 kvadratkilometer vattenytor vilket ger det en sjöprocent på 21 procent.

## Flatens station
I nordvästra ändan av sjön ligger den tidigare Flatens station vid tidigare Växjö-Åseda-Hultsfreds Järnväg, en  bit söder om byn Flathult. Den invigdes 1922 och hade stationssignatur Fl, från 1940 Fla.